# Anomalúrids
Els anomalúrids (Anomaluridae) són una família de rosegadors que habita l'Àfrica central. N'hi ha sis espècies vivents, classificades en dos gèneres.
Tot i que presenten una membrana entre les potes dels davant i del darrere, no estan estretament relacionades amb els esquirols voladors de la tribu dels petauristins de la família dels esciúrids.

## Característiques
Es caracteritzen per tenir dues files d'escates a la part posterior de la cua. L'espècie més petita és Idiurus zenkeri, amb una llargada corporal de 6,5 cm o més, una cua de 7 cm o més i un pes de 14 g o més. L'espècie més grossa és Anomalurus pelii, amb una llargada corporal de fins a 46 cm, una cua de fins a 45 cm i un pes de fins a 1.800 g.

## Comportament
La majoria d'espècies d'aquesta família reposen durant el dia a forats als arbres, on s'hi poden arribar a congregar fins a una dotzena d'individus per arbre. Són principalment animals herbívors, tot i que, de vegades, també s'alimenten de petits insectes. Poden arribar a recórrer fins a 6 kilòmetres mentre cerquen fulles, flors o fruits amb els que alimentar-se.
Donen a llum ventrades de fins a tres cries, que neixen amb el pelatge completament format i actives.

## Taxonomia
La família inclou els següents gèneres i espècies (vivents):
- Kabirmys †
- Nementchamys †
- Paranomalurus †
- Pondaungimys †
- Shazurus †
- Subfamília Anomalurinae
  - Anomalurus
    - Anomalurus beecrofti
    - Esquirol volador de Lord Derby (Anomalurus derbianus)
    - Anomalurus pelii
    - Anomalurus pusillus
- Subfamília Idiurinae
  - Idiurus
    - Idiurus macrotis
    - Idiurus zenkeri